# Crystal Kingdom Dizzy
Crystal Kingdom Dizzy es un videojuego de aventuras publicado por Codemasters en diciembre de 1992. Los gemelos Oliver -que estuvieron muy implicados en el diseño y programación de los videojuegos de Dizzy anteriores- tuvieron menos implicación en este juego.
Crystal Kingdom Dizzy es el último juego hasta el momento dentro de la línea principal de la serie Dizzy, protagonizada por el personaje homónimo con forma de huevo, hasta el lanzamiento de Wonderful Dizzy en 2020.
Este fue el primer juego de Dizzy para ordenadores en no publicarse con precio de línea económica, como sí había sucedido con las anteriores entregas. Esto suscitó algunas críticas ya que, pese al mayor precio, el juego no era más grande o más complejo que sus predecesores de inferior precio.
La versión para Spectrum quedó en el puesto 70 en la votación de los usuarios de Your Sinclair de los cien mejores juegos de todos los tiempos.